# Lee Choon-jae
Lee Choon-jae (in coreano: 이춘재), detto Assassino di Hwaseong (Hwaseong, 31 gennaio 1963), è un serial killer sudcoreano tristemente famoso per gli omicidi seriali di Hwaseong (in coreano: 화성 연쇄 살인 사건; Hanja: 華城連鎖殺人事件; romanizzazione: Hwaseong yeonswae sarin sageon).
Tra il 1986 e il 1994, Lee ha ucciso quindici donne e ragazze, compiendo anche numerose aggressioni sessuali, soprattutto nella città di Hwaseong, nella provincia di Gyeonggi, e nelle zone limitrofe. Questi crimini, rimasti irrisolti per trent'anni, sono considerati tra i più famigerati nella storia contemporanea della Corea del Sud e hanno ispirato il film del 2003 Memories of Murder.
Nel 1994, Lee fu condannato all’ergastolo, con possibilità di libertà condizionale dopo vent’anni, per l’omicidio della cognata. Nonostante nel 2019 abbia confessato anche gli altri omicidi e siano emerse prove del DNA che lo collegano ai crimini, non è stato possibile processarlo per quei delitti a causa della sopraggiunta prescrizione legale.

## Biografia
Lee Choon-jae è nato a Hwaseong, nella provincia di Gyeonggi, il 31 gennaio 1963. Secondo quanto riportato dalla madre, aveva un buon rendimento scolastico e sapeva relazionarsi bene con gli altri. Durante l’infanzia, però, visse un evento traumatico: la morte del fratello minore, annegato, che sembra averlo profondamente segnato.
Dopo il diploma, ottenuto nel febbraio del 1983, Lee si arruolò nell’Esercito della Repubblica di Corea, dove prestò servizio come carrista fino al congedo, avvenuto nel gennaio del 1986. Nel 1990 iniziò a lavorare per una ditta edile come gruista non autorizzato nel quartiere di Cheongpa-dong, nel distretto di Yongsan, a Seul. L’anno successivo trovò impiego come operatore di gru in un’azienda di Cheongwon, nella provincia di Chungcheong Settentrionale, ma lasciò il lavoro nel marzo del 1993. Nell’aprile del 1992 si sposò con un’impiegata amministrativa e la coppia ebbe un figlio. Tuttavia, Lee era un alcolista violento e abusava regolarmente sia della moglie che del bambino.
Il 26 settembre 1989, Lee si introdusse in un’abitazione a Suwon, dove fu sorpreso dal proprietario. Nel febbraio del 1990, fu condannato dal tribunale distrettuale di Suwon a un anno e sei mesi di reclusione per rapina e violenza. Lee fece ricorso, sostenendo di essere stato aggredito da uno sconosciuto e di essersi rifugiato nella casa mentre cercava di sfuggirgli. Durante il secondo processo, la pena fu sospesa e convertita in due anni di libertà vigilata. Lee fu rilasciato nell’aprile del 1990.

## Gli omicidi seriali di Hwaseong
Per un periodo di quattro anni e sette mesi, dal 15 settembre 1986 al 3 aprile 1991, Lee Choon-jae, all’epoca poco più che ventenne, perpetrò gli omicidi seriali di Hwaseong. Si trattò di una serie di stupri e omicidi avvenuti nella città rurale di Hwaseong, nella provincia di Gyeonggi. Le vittime, tutte donne, venivano ritrovate legate, imbavagliate, violentate e, nella maggior parte dei casi, strangolate a morte con indumenti personali, come calze o calzini. Questi crimini scioccarono il Paese e diedero origine alla più vasta indagine criminale della storia della Corea del Sud.
I delitti rimasero irrisolti per trent’anni, fino al 2019, quando Lee fu finalmente identificato come sospetto grazie a nuove prove. Durante gli interrogatori, confessò non solo tutti e dieci gli omicidi seriali ufficialmente attribuiti al caso, ma anche altri quattro omicidi mai resi pubblici in precedenza. Tra i dieci delitti da lui ammessi figurava anche un omicidio in passato considerato un "crimine emulativo", per il quale un altro uomo, Yoon Sung-yeo, era stato condannato all’ergastolo.

### Storia
Il caso degli omicidi seriali di Hwaseong ebbe inizio il 15 settembre 1986, con la scomparsa di Lee Wan-im, una donna di 71 anni, mentre stava tornando a casa dopo aver fatto visita alla figlia. Il suo corpo fu ritrovato quattro giorni dopo, il 19 settembre, alle ore 14:00, in un pascolo.
Un mese più tardi, il 20 ottobre 1986, scomparve Park Hyun-sook, una giovane donna di 25 anni, appena scesa dall’autobus mentre rientrava a casa da Songtan. Il suo cadavere fu scoperto il 23 ottobre, alle 14:50, in un canale.
Il 12 dicembre dello stesso anno, un'altra donna, Gwon Jung-bon, anch’essa di 25 anni, scomparve davanti alla propria abitazione. Il suo corpo venne rinvenuto soltanto quattro mesi dopo, il 23 aprile 1987, alle 14:00, nei pressi di un argine.
Nei successivi anni si verificarono altri sette omicidi con modalità simili. L’ultimo delitto noto si stima sia avvenuto intorno alle 21:00 del 3 aprile 1991: la vittima, Gwon Soon-sang, una donna di 69 anni, fu ritrovata morta su una collina, violentata e strangolata con un paio di collant.

### Omicidio della cognata e arresto
Nel dicembre del 1993, dopo che la moglie lo aveva lasciato, Lee Choon-jae invitò a casa sua la cognata diciottenne. Il 13 gennaio 1994, la drogò, la violentò e infine la uccise. Secondo quanto riportato dal detective che si occupò dell’indagine, Lee si recò persino dal suocero offrendosi di aiutarlo nelle ricerche della ragazza scomparsa, sostenendo che potesse essere stata rapita. Tuttavia, pochi giorni dopo, il 18 gennaio, Lee fu arrestato in seguito a ripetuti interrogatori, durante i quali arrivò a chiedere:
Quanti anni si scontano in carcere per stupro e omicidio?
Lee negò ogni responsabilità, e la sua iniziale confessione fu respinta in tribunale, che la ritenne estorta con la forza da parte della polizia. Nonostante ciò, nel maggio del 1994 fu riconosciuto colpevole e condannato a morte. La condanna fu confermata nel settembre dello stesso anno. Nel 1995, la Corte Suprema della Corea del Sud riesaminò il caso e commutò la pena capitale in ergastolo, con possibilità di libertà condizionale dopo vent’anni.

### Le indagini
Gli omicidi seriali di Hwaseong rappresentarono il primo caso riconosciuto in Corea del Sud di una serie di delitti con un modus operandi coerente. Il numero di sospettati salì fino a raggiungere 21.280 persone. Inoltre, furono prelevate le impronte digitali di 40.116 individui, analizzati 570 campioni di DNA e 180 campioni di capelli.
I primi cinque omicidi si verificarono in un raggio di 6 km attorno a Hwaseong, inducendo la polizia a dispiegare pattuglie in coppia ogni 100 metri. Tuttavia, l’omicidio successivo avvenne in una zona non sorvegliata, mettendo in luce l’inefficacia del dispiegamento. Nel frattempo, si diffusero voci secondo cui il killer colpisse donne vestite di rosso nei giorni di pioggia. Alcune agenti in borghese iniziarono quindi a indossare abiti rossi, sperando di attirarlo in trappola.
Un identikit fu elaborato grazie alla testimonianza di un autista di autobus, il signor Kang, e della conduttrice Uhm, che videro un uomo salire a bordo poco dopo il settimo omicidio, il 7 settembre 1988. La descrizione del sospetto coincideva con quelle fornite da alcune sopravvissute: un uomo esile, tra i 165 e i 170 cm di altezza, con capelli corti tagliati in stile sportivo, occhi senza palpebra doppia, naso affilato e mani morbide. Inizialmente, la polizia dichiarò che il sospetto avesse il gruppo sanguigno B, ma nel 2019 fu riconosciuto che questa informazione era errata: Lee Choon-jae ha in realtà il gruppo sanguigno O.
Una delle vittime sopravvissute, Lee Geum-ran, che aveva 36 anni all’epoca dell’attacco (avvenuto alla fine del 1986), descrisse l’aggressore come un uomo magro con voce bassa.
Il 27 luglio 1989, Yoon Sung-yeo, un giovane di 22 anni, fu arrestato per l’omicidio dell’ottava vittima, la quattordicenne Park Sang-hee. Durante gli interrogatori, Yoon confessò. Un rapporto del 1989 del Servizio Nazionale di Medicina Legale segnalò una somiglianza del 40% tra i suoi peli pubici e quelli ritrovati sulla scena. In seguito, questo omicidio fu considerato un crimine emulativo. Ciononostante, Yoon fu condannato all’ergastolo.
È stato inoltre riportato che almeno quattro persone, ritenute sospette durante le indagini, si tolsero la vita negli anni ’90 dopo presunti abusi da parte della polizia.

### Reazione pubblica
L’uscita del film Memories of Murder nel 2003, ispirato in parte agli omicidi seriali di Hwaseong, riportò l’attenzione pubblica sul caso, suscitando un forte interesse nazionale. L’anno successivo, nel 2004, l’omicidio di una studentessa universitaria proprio a Hwaseong riaccese paure e speculazioni su un possibile ritorno del serial killer.
Il caso tornò nuovamente al centro dell’attenzione mediatica nel 2006, in coincidenza con l’imminente scadenza del termine di prescrizione per l’omicidio più recente, fissata al 2 aprile. All’epoca, infatti, in Corea del Sud il reato di omicidio di primo grado era soggetto a una prescrizione di 15 anni. Questo limite fu successivamente esteso a 25 anni nel 2007 e infine abolito del tutto nel 2015 - ma la nuova norma non aveva effetto retroattivo. Nonostante la prescrizione impedisse ulteriori procedimenti giudiziari, prove e documentazione relative al caso furono comunque conservate, riconoscendo l’importanza e l’impatto storico dell’indagine.

### Identificazione e confessione
Il 18 settembre 2019, la polizia sudcoreana annunciò di aver identificato Lee Choon-jae come sospetto principale per gli omicidi seriali di Hwaseong. La svolta arrivò grazie all’analisi del DNA: un campione prelevato dalla biancheria intima di una delle vittime risultò compatibile con quello di Lee, e successivi test genetici lo collegarono ad almeno altri quattro degli omicidi rimasti irrisolti.
All’epoca della scoperta, Lee stava già scontando l’ergastolo nel carcere di Busan per lo stupro e l’omicidio della cognata, avvenuti nel 1994. Inizialmente negò ogni coinvolgimento negli omicidi di Hwaseong, ma il 2 ottobre 2019 la polizia annunciò che aveva confessato di aver ucciso 14 persone, comprese tutte e 10 le vittime ufficiali della serie - incluso un caso precedentemente classificato come imitazione - e altre quattro. Tre di questi omicidi avvennero sempre a Hwaseong, ma non erano mai stati collegati alla serie, mentre due si verificarono a Cheongju. A ottobre 2019, le informazioni su queste quattro vittime non erano ancora state divulgate. Lee confessò inoltre oltre 30 casi tra stupri e tentativi di stupro.
Il 15 novembre 2019, la polizia giunse a una conclusione provvisoria: Lee era responsabile di tutti e dieci gli omicidi seriali. Secondo gli investigatori, Lee soffriva di scarsa autostima e aveva un’indole introversa, ma durante il servizio militare obbligatorio sperimentò per la prima volta un senso di autonomia e realizzazione personale. Dopo il congedo, la frustrazione per la routine della vita quotidiana lo portò a sfogarsi attraverso crimini sessuali. Il capo della polizia provinciale affermò inoltre che Lee mostrava chiari segni di psicopatia: era incapace di provare empatia per le sue vittime e si vantava ripetutamente dei suoi crimini.
Il 2 luglio 2020, la polizia confermò ufficialmente che Lee aveva commesso 14 omicidi e 9 stupri nell’ambito dei delitti di Hwaseong, e chiuse il caso a 33 anni dalla morte della prima vittima. Il 2 novembre dello stesso anno, Lee testimoniò in tribunale durante la revisione del processo per l’ottavo omicidio, confessando pubblicamente 14 omicidi collegati alla serie e circa 30 reati sessuali. Questo portò all’assoluzione di Yoon Sung-yeo, precedentemente condannato ingiustamente.
Lee rimane tuttora in carcere, dove sta scontando la sua pena a vita. Ha dichiarato di non avere intenzione di chiedere la libertà condizionale, affermando di voler evitare la riprovazione pubblica, come accadde nel caso di Cho Doo-soon, noto stupratore di minori la cui scarcerazione nel 2020 provocò proteste diffuse e indignazione nazionale.

### Yoon Sung-yeo
Yoon Sung-yeo fu condannato all’ergastolo per l’omicidio dell’ottava vittima della serie di Hwaseong, ma fin da subito presentò ricorso, sostenendo che la polizia lo aveva costretto a confessare sotto tortura. Nonostante le sue dichiarazioni, l’appello fu respinto e Yoon trascorse 19 anni e mezzo in carcere, fino alla sua scarcerazione sulla parola nel 2009.
Dopo la notizia, nel novembre 2019, che Lee Choon-jae aveva confessato tutti e dieci gli omicidi seriali, Yoon presentò una richiesta ufficiale per la revisione del processo il 13 novembre. Solo due giorni dopo, la polizia dichiarò di aver raggiunto una conclusione provvisoria secondo cui Lee era effettivamente responsabile dell’omicidio per cui Yoon era stato condannato. La confessione di Lee sull’ottavo omicidio fu ritenuta dettagliata e coerente, con una descrizione accurata sia della scena del crimine che della vittima, sollevando gravi dubbi sul fatto che Yoon fosse stato incastrato ingiustamente.
L'ufficio del procuratore distrettuale confermò che, al momento dell’arresto, Yoon era stato sottoposto a trattamenti crudeli da parte degli investigatori, e che il rapporto forense del National Forensic Service era stato falsificato. Nel dicembre 2019, la polizia provinciale di Gyeonggi Sud incriminò otto agenti che avevano lavorato al caso originario, accusandoli di abuso di potere, detenzione illegale, violenze fisiche, coercizione a falsa confessione e falsificazione di documenti investigativi.
Il tribunale accettò la richiesta di revisione del processo nel gennaio 2020. L’udienza finale si svolse il 2 novembre 2020, con Lee stesso come testimone: confessò il crimine e descrisse la scena del delitto. Il 17 dicembre 2020, dopo oltre trent’anni, Yoon Sung-yeo fu ufficialmente assolto dall’accusa di omicidio.

## Lista degli omicidi noti

### I 10 omicidi originali
- Lee Wan-im (71), 15 settembre 1986
- Park Hyun-sook (25), 20 ottobre 1986
- Kwon Jung-bon (25), 12 dicembre 1986
- Lee Kye-sook (23), 14 dicembre 1986
- Hong Jin-young (19), 10 gennaio 1987
- Park Eun-joo (29), 2 maggio 1987
- Ahn Gi-soon (54), 7 settembre 1987
- Park Sang-hee (14), 16 settembre 1988
- Kim Mi-jung (14), 15 novembre 1990
- Kwon Soon-sang (69), 3 aprile 1991

### Altri omicidi
- Kim Mi-soon (18), 24 dicembre 1987
- Kim Hyun-jung (8), 7 luglio 1989
- Park Mi-hwa (17), 26 gennaio 1991
- Kim Hong-bun (27), 7 marzo 1991
- Cognata di Lee (18), 13 gennaio 1994

## Nella cultura popolare
Diverse produzioni cinematografiche e televisive si sono ispirate ai delitti seriali di Hwaseong.

### Cinema
- Memories of Murder (2003)
- Confession of Murder (2012)
- Signal (2018)

### Televisione
- Gap-dong (2014)
- Signal (2016)
- Tunnel (2017)
- Criminal Mind (2017)
- Partners for Justice (2018)
- Unknown Number (2019)
- Flower of Evil (2020)
- Taxi Driver (2021)